# Monday! SPORTS - JAM
Monday! SPORTS - JAM（マンデースポーツジャム）は、2013年4月1日から2021年9月20日まで朝日放送ラジオ（ABCラジオ）で毎週月曜日の夜間に通年で放送されていたスポーツ情報番組。放送時間は時期によって異なっていた。

## 概要
ABCラジオでは2013年3月25日まで、月曜日の夜間に『これぞ!Bs魂 〜気になるオリックス・バファローズ〜』（オリックス・バファローズの情報番組、以下『これぞ!Bs魂』と略記）『ジョッキー・ルーム』（競馬情報番組）『F.C.オフサイドトーク』（サッカー情報番組）を自社制作で放送してきた。
当番組では、上記の生放送番組をコンプレックス形式（広義のオムニバス形式）で内包。番組の開始当初は、『これぞ!Bs魂』のパーソナリティ・前川美奈と、『F.C.オフサイドトーク』のアシスタント・福原歩が、全編のパーソナリティを務めるとともに随時取材へ赴いた。また、朝日放送のスポーツアナウンサーである山下剛（独立番組時代の『ジョッキー・ルーム』最終パーソナリティ）・高野純一（独立番組時代の『F.C.オフサイドトーク』最終パーソナリティ）が、「ナビゲーター」という肩書で交互に出演する。2014年10月からは、山下・高野の後輩で、『これぞ!Bs魂』で前川と共に最終パーソナリティを務めた平岩康佑も「ナビゲーター」に加わった。
ABCラジオでは、当番組の開始を軸に、2013年4月の番組改編で月曜夜間・自社制作番組の放送枠を大幅に変更。『とびだせ!夕刊探検隊』の放送枠を19:00 - 19:30から17:25 - 17:55に移動させた関係で、2010年からプロ野球シーズンの月 - 金曜日17:25 - 17:55に放送中の『武田和歌子の野球にぴたっと。』（以下『野球にぴたっと。』と略記）、及びシーズンオフの同じ曜日・17:25-19:00の「スポーツにぴたっと。」のうち、（プロ野球ナイトゲーム開催の可能性が最も低い）月曜日の放送枠が消滅した。そこで当番組では、『野球にぴたっと。』で扱っていたプロ野球・スポーツ情報も放送。阪神タイガース関連の情報については、「虎スタ」というコーナーで深く掘り下げていた。
さらに、『これぞ!Bs魂 〜気になるオリックス・バファローズ〜』で2012年4月2日から放送中に実施していたスタジオ動画・音声のUstream向け同時配信と、Twitterからのメッセージ受付を全編に拡大したうえで継続。放送終了後には、Ustream向けに数分間「特典映像」を配信していた（年末年始の放送を除く）。その一方で、『これぞ!Bs魂 〜気になるオリックス・バファローズ〜』については、当番組への内包コーナー化を機に「これぞ!Bs魂」と改称。オープニングトークの内容によっては、スポーツと直接関係のないテーマで、放送中にリスナーからメッセージを募集することもあった。
2014年3月24日放送分で、Ustream向けの同時配信を終了。同年度のナイターイン編成に入る3月31日放送分からは、「虎スタ」を復活させるとともに、放送時間を19:30 - 21:15に戻している。ただし、「ジョッキー・ルーム」を放送する週には、福原が同コーナー（20時台後半）の直前まで出演。同コーナーのみ、独立番組時代と同じく、山下のみで進行する。4月7日放送分からは、Ustream経由の同時配信に代わって、日本全国から『radiko.jp』プレミアム（同月1日運用開始）経由で放送の全編を聴取できるようになった。
なお、番組開始当初のパーソナリティのうち、前川は2013年11月25日放送分で当番組を降板。翌週（12月2日）の放送からは、福原が単独でパーソナリティを務めていた。しかし、福原は2014年の最終放送（12月29日）で降板。2015年最初のレギュラー放送（1月5日）からは、当時現役大学生だった瀧山あかね（元・NMB48研究生）が福原の後任を務めている。同年3月30日放送分からは、高野に代わって、後輩アナウンサーの北條瑛祐がナビゲーターに加わった。
2016年3月28日からは、当番組の放送時間を20:00 - 21:15に変更。「虎スタ」に代わって、『F.C.オフサイドトーク』の初代パーソナリティだった小縣裕介（朝日放送アナウンサー）の冠番組『ガチ虎!』を、日本シリーズの直前（10月24日）まで当番組の前枠（19:30 - 20:00）に編成している。同年8月には、当番組のオープニングで、『ガチ虎!』の生放送を終えたばかりの出演者（小縣および朝日放送の野球解説者1名）と瀧山・ナビゲーターがクロストークを展開していた。
瀧山が就職活動への準備を理由に2016年9月19日放送分で降板したことに伴って、翌週（9月26日）の放送からは、よしもとクリエイティブ・エージェンシー所属の女性漫才師・和田ちゃん（女と男）をパーソナリティに起用した。その一方で、山下の出演パートを「ジョッキー・ルーム」に限るようになった。2018年の初回放送（1月1日）からは、女と男で和田の相方を務める市川くんも、パーソナリティ陣に加わった。
2021年には、阪神がセントラル・リーグのレギュラーシーズンでおおむね首位の座にいるほか、オリックスがパシフィック・リーグのレギュラーシーズン中盤から首位戦線に食い込んでいた。しかし当番組は、クライマックスシリーズと日本シリーズを相次いで控える11月を前に、レギュラーシーズン終盤の9月20日で本編の放送を終了。終了の発表に際しては、女と男や当番組の最終ナビゲーター（朝日放送テレビアナウンサーの北條瑛祐・福井治人・佐藤修平）が、オリックスのリーグ優勝が決まった場合に特別番組で再び集結することを予告していた。
当番組の終了後は、阪神関連の情報を『虎たまプレミアム』（2020年度からナイターオフ期間限定で21:00 - 21:15に生放送）で扱うほか、『ジョッキー・ルーム』を単独番組に戻したうえで競馬シーズン限定で月曜日の20:00 - 20:30に放送している。その一方で、朝日放送ラジオでは（阪神・競馬以外の競技も扱う）スポーツ情報番組を新たに立ち上げず、半年間の間『ジョッキー・ルーム』以外は当番組の放送枠を局外の会社（かしわプロダクションなど）で収録された複数の番組（土曜日の21時台から放送枠を移動した『荻原次晴のニッポン応援団』など）に充てていたが、翌年4月からは自社制作の音楽番組『R→933 LP.』が開始される。
ちなみに、阪神は2021年のレギュラーシーズンを2位で終えたが、オリックスには10月27日（水曜日）に（ブルーウェーブ時代の1996年以来）25年振りのリーグ優勝が確定した。ABCラジオでは、上記の予告どおりに『優勝おめでとう!60分まるまるオリックス・バファローズ!!』という特別番組を急遽収録したうえで、2021年11月1日（月曜日）の20:00 - 21:00に放送。収録には、前述した最終レギュラー陣に加えて、当番組へのゲスト出演を経験していたたむらけんじや藤原丈一郎（なにわ男子）を「オリックスファンの著名人代表」としてスタジオに迎えた。さらに、優勝決定の直後に京セラドーム大阪内の朝日放送グループ（ラジオ・テレビ共通）の特設ブースで収録した和田ちゃんからオリックス主力選手（山本由伸・宮城大弥・伏見寅威・T-岡田・平野佳寿）や能見篤史投手兼任コーチ（前年まで投手として阪神に在籍）へのインタビュー音源を流したほか、体調不良によって優勝決定の瞬間をドーム内で迎えられなかった正遊撃手の紅林弘太郎がスタジオ収録にリモート方式で参加。オリックスがクライマックスシリーズへの突破を経て日本シリーズも25年振りに制覇した場合に、特別番組を改めて放送することも予告されていた。実際にはオリックスが日本シリーズを2勝4敗で終えたため、「日本シリーズ優勝特別番組」としての放送には至らなかったものの、12月27日（月曜日）の20:00 - 21:00には『オリックス・バファローズ、夢をありがとう!』という年末特別番組を放送。女と男・たむら・北條・福井・佐藤に加えて、オリックスから現役選手の安達了一・海田智行と「うたリポ」（2021年に主催試合での場内アナウンスとリポートを担当したシンガーソングライター）の田畑実和がスタジオ、藤原がリモート方式で出演した。
さらにオリックスは翌2022年にも2年連続のリーグ優勝を決めたため、前述した事実上の後番組である『R→933 LP.』を差し替える形で、10月10日（月曜日）の20:00 - 20:45に『オリックス・バファローズ 今年こそ日本一だSP!』を編成。日本一を決めた後の12月27日（火曜日）には、本来『ラジオで虎バン』を放送する18:00 - 19:00の枠にて『オリックス・バファローズ 年末スペシャル!』を編成した。

## 放送時間

### ナイターイン編成
- 2013年度-2015年度：基本として毎週月曜日19:30 - 21:15
  - ABCラジオでは、全国高校野球選手権大会中継やプロ野球の公式戦中継（『ABCフレッシュアップベースボールスペシャル』を優先する編成の影響で、プロ野球公式戦が開催されない月曜日の21:00 - 21:15に『キボウラジオ』（本来は土曜日の17時台に放送していた文化放送制作のスポンサード番組）を編成することがあった。その場合には、当番組の放送枠を19:30 - 21:00に短縮することで対応した。
- 2016年度-2017年度：基本として毎週月曜日20:00 - 21:15
  - 前枠（19:30 - 20:00）で放送を開始した『ガチ虎!』で阪神タイガース関連の情報を扱うことに伴って、放送時間を短縮。
- 2018年度-2020年度：基本として毎週月曜日20:00 - 21:00
  - 『楠淳生のLET'S GOアスリート』を19:30 - 20:00、『ガチ虎!』を21:00 - 21:15に編成することに伴って、放送時間を15分短縮。
- 2021年度：基本として毎週月曜日20:00 - 21:15
  - 『ガチ虎!』を「虎バンチャンネル」（朝日放送テレビが運営するYouTube公式チャンネルの1つ）の配信コンテンツへ事実上集約させることに伴って、2017年度の放送体制を復活。

### ナイターオフ編成
- 2012 - 14年度：毎週月曜日19:30 - 21:00
  - ナイターイン編成では「虎スタ」内の企画として月に1回放送される『清水次郎の虎たま!』[注 3] を、毎週月曜日の21:00 - 21:15に『ミクちゃんグループスペシャル　清水次郎の虎たま!』として独立させる関係で、当番組の放送枠を15分短縮。阪神タイガース関連の情報や話題も、基本として同番組で扱った。
- 2015年度：毎週月曜日19:30 - 20:45
  - 『清水次郎の虎たま!』の後継番組として、福本豊（朝日放送野球解説者）がパーソナリティ・清水がパートナーを務める『福本豊の虎たまデラックス!』を20:45 - 21:15に編成する場合にのみ、当番組の放送時間を例年より15分短縮する。
  - 2015年10月19日には、セントラル・リーグクライマックスシリーズ ファイナルステージ・東京ヤクルトスワローズ対読売ジャイアンツ戦（神宮球場）をナイトゲームとして開催する可能性があったことから、開催の有無にかかわらず『福本豊の虎たまデラックス!』をあらかじめ休止（実際には17日に東京ヤクルトのステージ突破が決定したため未開催）。そのため、当番組をナイターイン編成と同じく21:15まで放送するとともに、『虎たまデラックス!』の時間帯に「ジョッキー・ルーム」を組み込んだ。
- 2016 - 17年度：毎週月曜日20:00 - 21:15
  - 前年までナイターイン期間中に内包していたタイガース関連コーナーを30分番組として独立させたため、オフシーズンもインシーズン同じ時間帯で放送。また、『ガチ虎!』の放送枠で『福本豊の虎たまデラックス!』を編成している。
- 2018 - 20年度：毎週月曜日20:00 - 21:00
  - 2018年度のナイターイン編成で『ガチ虎!』の放送枠が21:00 - 21:15へ移動したことに伴って、ナイターオフ期間に同枠で『吉田義男の虎たまプレミアム!』（『福本豊の虎たまデラックス!』の後継番組）を新たに編成したことによる措置。

### 備考
- プロ野球シーズンの月曜日に『ABCフレッシュアップベースボールスペシャル』として阪神のナイトゲーム（主に祝日、セ・パ交流戦開催日、および予備日に開催される試合）を21:15まで中継する場合には、中継終了後から21:15まで当番組を放送する[注 4]。この場合には、後述のコーナーを休止するほか、パーソナリティのみ[注 5] が出演。主に中継カードを回顧する。なお、中継カード（予備カードの設定日には対象の全試合）が中止の場合には、通常編成で対応していた。
- 中央競馬の開催期間中に年8回のペースで放送する「ジョッキー・ルーム」については、対象レース開催週の月曜日に阪神のナイトゲームを中継する場合にのみ、当番組への内包前と同じく30分枠の独立番組として生放送。内包前からJRAが単独でスポンサーに付いているため、当該週で月曜以外の曜日の夜間か[注 6]、月曜日のナイトゲーム中継終了直後に放送枠を確保していた（単独番組としての放送再開後も同様に対応）。
- NPBのポストシーズン中は、以下に該当する場合にのみ、当番組を全編にわたって休止していた。
  - セントラル・リーグが月曜日にクライマックスシリーズをナイトゲームで開催することと、その試合をABCラジオで（他局制作分の同時ネットを含めて）中継することが確定した場合[注 7]。
  - 全試合ナイトゲームの日本シリーズを、雨天中止などの影響で、月曜日にナイトゲームとして開催する場合。
- 山下は、番組開始当初から2016年度のナイターイン編成まで、「ジョッキー・ルーム」を放送する週に全編のナビゲーターを担当。2014年度のナイターオフ編成までは、当時パーソナリティを務めていた前川→福原も、本編に続いて「ジョッキー・ルーム」に出演していた。しかし、2015年度のナイターイン編成からは、本編と「ジョッキー・ルーム」を、事実上別の番組として扱っていた。「ジョッキー・ルーム」を放送する週には、本編の放送時間を40分（2017年度のナイターオフ編成まで）→　20分（2018年度のナイターイン編成以降）に短縮する関係で、本編のパーソナリティは同コーナーに出演しなかった。
  - 山下は2016年度のナイターイン編成まで本編のナビゲーターを務めていたが、同年度のナイターオフ編成から「ジョッキー・ルーム」の進行へ専念。2020年度の秋季競馬シーズン中は体調を崩していたとのことで、後輩アナウンサーの横山太一がナビゲーターを引き継いだ後に、当番組へ最後に内包された2021年度春季競馬シーズンの終盤から復帰している。

## コーナー

### 番組終了時点（2016年度下半期以降）
- これぞ!Bs魂（19時台後半 → 20時前後 → 20時台前半に放送）
- F.C.オフサイドトーク（20時台前半　→　20時台後半に放送）
- ジョッキー・ルーム（20時台後半に放送）

以上のコーナーはいずれも、独立番組を内包コーナー化。『これぞ!Bs魂』以外のコーナーでは、独立番組としての放送を終了した時点でのスポンサーを引き継いでいる。『ジョッキー・ルーム』を放送する週には、他のコーナーの放送時間を繰り上げるか、放送時間の短縮で対応する。2017年度までは、プロ野球シーズン中に21:00をまたぐ格好で『ジョッキー・ルーム』を放送することが多かった。
各コーナーの詳細は、当該番組のページを参照。『F.C.オフサイドトーク』の「オフサイトト」や、『ジョッキ・ルーム』の「青木雅人の山盛り夢馬券 レッツ剛チャンス!!」（いずれもリスナー参加企画）も当番組で続けている。Ustreamでのスタジオ動画配信を実施していた時期には、『これぞ!Bs魂』の時間帯のみ、独立番組時代に続いてパーソナリティ席の後方にコーナー名を記した大きな看板を掲げていた。
上記コーナーの合間には、番組で取り上げるアスリートと関連の深い楽曲（オリックス・バファローズ選手のホームゲームにおける登場曲など）を放送したり、Twitter・電子メール・FAXで寄せられたテーマメッセージを紹介したりしていた。ただし、Ustream向けの音声では、著作権の関係で上記の楽曲を割愛。その一方で、2013年11月11日放送分から2014年3月の同時配信終了までは、放送で流れている『これぞ!Bs魂』での選手インタビューも配信の対象に加えていた。
2017年度以降のナイターイン編成における『これぞ!Bs魂』では、オリックスが放送前週の公式戦を勝ち越したうえで、放送前日（日曜日）の公式戦にも勝利した場合に限って、「SKY（同球団の公式応援歌）」のサビを当日の出演者全員が斉唱していた。
- スポーツフラッシュ（オープニング直後）
  - 放送当日までの1週間で特に大きく注目されたスポーツ関連のトピックスを、種目を問わず、ナビゲーターがフラッシュニュース形式で数項目伝えていた。
- スポーツまるかじり（2013年7月22日以降、19時台後半　→　20時台後半　→ 21:00前からエンディングまで→ 21:00前後 → 20時台後半に放送）
  - 上記のコーナーで扱えないスポーツの話題について、週替わりでテーマを設けたうえで紹介。放送週によっては、野球・サッカー・競馬以外のスポーツ関係者をゲストに迎えていた。
  - 2015年1月からは、東京2020オリンピックでの活躍が期待されていた関西出身の若手アスリートが、月に1回のペースでゲストに登場。2016年ナイターイン編成の放送では、同年夏にリオデジャネイロオリンピックが開かれることを背景に、同オリンピック関連の話題（競技や日本代表選手の紹介など）にほぼ特化していた。
  - ABCラジオで全試合を中継する全国高等学校野球選手権大会の前後には、実況陣の一員でもあるナビゲーターが、当コーナーで放送当日の試合結果や大会関連情報を伝える。大会期間中に当日の試合結果を伝える場合には、ABCラジオが17:52で関西ローカル向けの中継を終了した試合（主に第4試合）を含めて、当日の試合のラジオ実況音源をダイジェスト形式で挿入していた。
  - 当コーナーの新設を機に、『ジョッキー・ルーム』を放送しない週には、「これぞ!Bs魂」を当コーナーの前に放送するようになった。逆に、「これぞ!Bs魂」にレギュラーゲストの岡田圭右（ますだおかだ）が出演する場合には、岡田のスケジュールとの兼ね合いで「これぞ!Bs魂」を終えてから当コーナーを放送した。
  - 市川がパーソナリティに加わった2018年1月からは、ジャンルを問わず、関西から世界レベルの活躍を志すアスリートに対する市川（または和田）のインタビュー（事前収録）を中心に構成していた。
  - 『ガチ虎!』を放送しない2021年度の上半期（NPBのレギュラーシーズン中）には阪神タイガース関連の情報も扱っていたが、シーズンの閉幕より先に番組自体が終了した。
- 週刊和田ちゃんねる（2016年9月26日以降）
  - 和田のパーソナリティ就任を機に新設されたコーナーで、スポーツに限らず、直近の話題や和田自身の体験談をテーマにフリートークを展開。アスリートのゲストを交えることもあった。エンディング間際に放送されるため、『ジョッキー・ルーム』を放送する週には休止。

### 過去
- 虎スタ（2013年 - 2015年のナイターイン編成、20時台後半 - 21時台＜『ジョッキ・ルーム』を放送する場合には21時台のみの短縮版＞に放送）
  - 阪神タイガースに関する情報コーナー。「虎スタ」の「スタ」には、野球場を指す「スタジアム（STADIUM）」に加えて、「女性パーソナリティがタイガース（虎）の最新事情を勉強する（STUDY＝スタディ）」という意味も込めている。
  - テーマソングには、『虎バン』（ABCテレビ）や『ABCフレッシュアップベースボール』にも使われている「FIRE DANCE」を採用。2013年度の放送では、前川・福原が「毎週この時間は『虎スタ』で、みんなで目指せ虎マニア!」という合言葉で、コーナーを締めくくっていた。
  - 2015年度までのプロ野球シーズン中には、『清水次郎の虎たま!』の企画をスポンサー（タツミコーポレーション協賛）ごと継承する関係で、月に1回は、清水次郎（当時は朝日放送のスポーツアナウンサー）が出演。「月イチジロー」と称して、「虎たま」（タイガースの新人・若手選手）へのインタビューを放送していた。
  - 2015年度までは、ナイターイン期間（年度上半期）に「虎スタ」を内包。ナイターオフ期間（年度下半期）には、当番組の後で「清水次郎の虎たま!」（2014年度まで）→「福本豊の虎たま!デラックス」（2015年度）を独立番組として放送してきた。2016年度以降は、下半期に「福本豊の虎たま!デラックス」を放送する一方で、上半期に『ガチ虎!』を編成。この体制へ移行してからも、当番組の出演者が、オープニングや「スポーツフラッシュ」でタイガースの話題に言及することがあった。
- 瀧山あかねのセレ女カフェ（2015年5月4日 -　2015年は11月23日、20時台後半）
  - 事前収録によるセレッソ大阪所属選手へのインタビューコーナーで、瀧山が初めて単独でインタビュアーを担当。毎回1名の選手を対象に、「セレ女（同クラブの女性サポーター）の代弁者」というスタンスで、その選手の素顔や私生活に関するエピソードを聞き出す。また、出演した選手の趣味・好物にちなんだプレゼントや、セレッソ主催公式戦のペアチケットを希望するリスナーから抽選で進呈していた。
  - ABCラジオのYouTube公式チャンネルでは、毎回の放送後に、当コーナーのインタビュー音源を配信。インタビューの対象選手や内容によっては、収録済みの音源を、複数の週にわたって放送・配信することもあった。
  - 2015年のJリーグレギュラーシーズン終了を機に、同年11月23日放送分で当コーナーを終了（最終2回分のゲストは永井龍）。2016年シーズンには放送されていない。ただし、同年1月20日には、セレッソの複数の選手をゲストに迎えた「セレ女」向け公開イベント「リアルセレ女カフェ」を同クラブの練習場内（舞洲スポーツアイランド）で開催。当番組では、2015年10月・11月にセレッソの本拠地・長居球技場（キンチョウスタジアム）でのJ2リーグ主催公式戦開催日に応募ブースをスタジアム周辺に設けたうえで、そのブースを通じてのみ応募を受け付けていた[5]。
  - セレッソ選手へのインタビュー企画は、当コーナーの終了後も、「F.C.オフサイドトーク」で随時実施。1名の選手へのインタビュー音源を2週にわたって放送することが多く、瀧山の降板後は和田ちゃんがインタビュアーを引き継いでいる。

### 特別企画
- 2013年10月14日の当番組では、桧山進次郎（タイガース外野手・2014年シーズンから朝日放送野球解説者）が前日のクライマックス・セファーストステージ第2戦・対広島東洋カープ戦（甲子園球場）で現役最後の打席を代打2ランで締めくくったことを受けて、小縣裕介（朝日放送アナウンサー）の進行で桧山の引退記念企画「タテジマ一筋22年　お疲れ様&ありがとう桧山進次郎選手」を19時台に急遽放送。当日出演のレギュラー陣（前川・福原・山下）に加えて、桧山と元・チームメートの矢野燿大（放送時点では朝日放送野球解説者）[注 9] をスペシャルゲストに迎えたうえで、タイガースでの22年にわたる桧山の軌跡をスタジオトーク、実況・記者会見の音源[注 10]、ABCラジオの野球解説者でもある元・チームメートの赤星憲広からのメッセージなどで振り返った。このため、レギュラーコーナーのうち、「スポーツまるかじり」を休止。「これぞ!Bs魂」については、本編を休止したうえで、同月から付いたばかりのコーナースポンサーが同企画を提供するという措置を取った。ちなみに、当日は中央競馬の秋競馬期間中でもあったため、20時台の後半には小牧太をゲストに迎えて「ジョッキー・ルーム」を放送している。

#### 新春特別番組
ABCラジオでは、当番組の出演者・スタッフが関与する特別番組を、2014年から2016年まで年始に放送していた。
- 2014年1月2日　17:25 - 19:00『福本・下柳の正月から「ほんますんません」』（パーソナリティー：福本豊・下柳剛、アシスタント：福原歩、ゲスト：葛城育郎）
- 2014年1月3日　14:00 - 14:38『年始スペシャル!ワールドカップがやってくる!』（パーソナリティー：高野純一・福原歩、ゲスト：吉原宏太）
- 2015年1月2日　14:15 - 14:55『これぞ!Bs魂 今年こそ優勝だスペシャル』（パーソナリティー：平岩康佑、ゲスト:岡田圭右・佐藤達也）
- 2016年1月1日　16:00 - 17:00『これぞ!Bs魂 今年こそ絶対優勝やでスペシャル』（パーソナリティー：瀧山あかね、アシスタント：北條瑛祐、ゲスト：伊藤光、岡田圭右）

## 出演者
◎：出演時点で朝日放送→朝日放送テレビ（ABCテレビ）のスポーツアナウンサー

### 番組終了時点

#### パーソナリティ
- 和田ちゃん（女と男、2016年9月26日 - ）
  - 中・高校生時代には、ハンドボールの選手として活躍。高校卒業後には一時、実業団チームでのプレーを経験した。スポーツ関連番組にレギュラーで出演するのは、テレビ・ラジオを通じて当番組が初めて。アスリートへの取材やインタビューも担当したが、「ジョッキー・ルーム」には出演しなかった。
- 市川くん（女と男、2018年1月1日 - ）
  - 2017年9月から、スペシャルゲストとして不定期で全編に出演。2018年の初回放送から、相方の和田ちゃんとのコンビでパーソナリティを務めるかたわら、関西から世界を目指すアスリートへのインタビューも担当した。ただし、「ジョッキー・ルーム」を放送する週には出演しなかった。

#### ナビゲーター
- 北條瑛祐◎
  - 2015年3月30日放送分から出演。ABCラジオでは、当番組が初めてのレギュラー番組であった。当番組の終了（2021年の10月改編）後は、平日の22:00から放送される『ABCミュージックパラダイス』の火曜パーソナリティを担当するほか、『虎たまプレミアム』へ随時出演。
- 福井治人◎
  - 2017年10月2日放送分から出演。朝日放送制作のスポーツ番組では、当番組が初めてのレギュラー番組であった。当番組の終了後は、『ABCミュージックパラダイス』のパーソナリティとして、月曜夜間の生放送番組への出演を継続。
- 佐藤修平◎
  - 2020年10月12日放送分から出演。朝日放送制作のスポーツ番組および、ABCラジオの生放送番組に、初めてレギュラーで登場していた。当番組の終了後は、『虎たまプレミアム』へ随時出演。

以上のアナウンサーは、基本として交代で1名ずつ出演。放送内容に応じて、複数のナビゲーターが登場することもあったが、「ジョッキー・ルーム」には出演しなかった。逆に、以下のアナウンサーは「ジョッキー・ルーム」にのみ登場。
- 山下剛◎
  - 2013年4月1日から出演。当初は、中央競馬の開催期間を中心に、全編にわたって登場していた。「ジョッキー・ルーム」については、2014年度から、独立番組時代に続いて単独で進行している。
  - 2016年度のナイターオフ編成からは、本編から離れて、「ジョッキー・ルーム」にのみ出演。2020年9月頃から一時体調を崩していたため、2020年度の秋季から2021年度の春季途中まで、出演を見合わせていた。ただし、当番組の公式サイトでは休演期間中も「ジョッキー・ルーム担当」と扱われていて、2021年度の春季終盤（2021年5月24日放送分）から出演を再開。
- 横山太一◎
  - 2011年度の上半期にスポーツアナウンサーとして活動していたが、同年10月から『おはようコールABC』（朝日放送テレビ）のメインキャスターを担当していた関係で、9年間にわたって活動を休止していた。同番組が2020年10月2日（金曜日）で終了したことや、山下が体調を崩していたことを背景に、2020年度の下半期（同年10月12日放送分）からメイン司会に起用。山下と違って中央競馬中継（ABCでは自身が入社後の2013年3月まで放送）での実況を経験しておらず、競馬関連番組の担当も初めてであった。
  - 当番組の公式サイトでは、山下と並んで「ジョッキー・ルーム担当」と紹介。2021年度には、『ABCフレッシュアップベースボール』の阪神戦中継で実況デビューを果たすなど、スポーツアナウンサーとしての活動を本格的に始めている。

#### コーナーレギュラー
- 岡田圭右（ますだおかだ、基本として『これぞ!Bs魂』にのみ定期的に出演[注 11]、放送上の肩書は「Bs魂名誉オーナー」）
- 山野孝義（『F.C.オフサイドトーク』にのみ隔週ペースで出演）
  - 休演する場合に、関西のJリーグクラブOB（鈴木悟[注 12] や木場昌雄など）が、「F.C.オフサイドトーク」にのみコメンテーターとして出演することがあった。
- 青木雅人（競馬ニホントラックマン、『ジョッキー・ルーム』にのみ出演）
- かみじょうたけし（「スポーツまるかじり」で高校野球の話題を扱う場合に随時出演）

この他にも、朝日放送の野球解説者が、『これぞ!Bs魂』を中心に不定期で登場。2016年8月のリオデジャネイロオリンピック期間中は、朝日放送からリポーターとして派遣された北村真平アナウンサーが、現地からの電話リポートを担当した。

### 過去

#### パーソナリティ
- 前川美奈（2013年4月1日 - 11月25日）
  - 放送上の愛称は「美奈ちゃん」で、『これぞ!Bs魂』からの続投扱いで福原と共にパーソナリティを担当。結婚を機に卒業した。
- 福原歩（2013年4月1日 - 2014年12月29日）
  - 放送上の愛称は「あゆちゃん」で、『F.C.オフサイドトーク』アシスタントから続投。出演期間中は、関西を中心にファッションモデルとして活動するかたわら、在阪テレビ局制作のテレビ番組[注 13] でもレギュラーを務めていた。2014年4月以降は、「ジョッキー・ルーム」を放送する週のみ、同コーナーの直前まで出演。当番組からの卒業直後に、芸能界からの引退を表明した[7]。
- 瀧山あかね（2015年1月5日 -　2016年9月19日）
  - ラジオ番組およびスポーツ関連番組へのレギュラー出演は初めてで、放送開始時点では関西学院大学文学部に在学。NMB48時代からの愛称である「ねっち」を当番組でも用いる一方で、「ジョッキー・ルーム」には出演しなかった。
  - 2017年で大学4年生になることから、就職活動への準備などを理由に当番組を卒業。同年10月に、AbemaTVの専属アナウンサーに就任することが内定した。2018年度から、アナウンサーとして本格的に活動。

##### ナビゲーター
- 高野純一◎（2013年4月1日 - 2015年3月23日）
  - 『F.C.オフサイドトーク』のパーソナリティから続投。2014 FIFAワールドカップ期間中には、朝日放送代表の取材リポーターとして開催国のブラジルに派遣されていたため、滞在先から電話で当番組に出演した。清水の後任で『虎バン』のナビゲーターへ就任したことを機に卒業。
- 平岩康佑◎（2014年10月 - 2017年9月25日）
  - 『これぞ!Bs魂〜気になるオリックス・バファローズ〜』のパーソナリティから続投。降板後の2017年10月2日から2018年4月30日まで、毎週月曜日の早朝に『おはようコールABC』（ABCテレビ）のスポーツキャスターを務めていた。2018年6月15日付で朝日放送テレビを退社したことを機に、自ら設立したODESSAY所属のフリーアナウンサーとして、eスポーツ関連イベントの実況を主に担当。2020年4月6日放送分の「スポーツまるかじり」では、eスポーツを取り上げたことから、「eスポーツキャスター」として電話で出演した。

スカパー!が「F.C.オフサイドトーク」のスポンサーに付いていた2016年度までは、当日出演のナビゲーターの声で収録したCMを、同コーナーの最後に放送していた。
- 小西陸斗◎（2020年1月6日 - 9月21日）
  - 2019年の最終回（12月30日放送分）で初めて登場した後に、2020年の初回（1月6日放送分）から、北條・福井と交互に出演していた。2020年10月5日から『おはよう朝日です』（ABCテレビ）平日版のアシスタントを担当することに伴って、スポーツの担当を外れることからナビゲーターを降板。

2015年の最終放送（12月28日放送分=事前収録）では、番組史上初めて、当時のナビゲーター3名（山下・平岩・北條）が揃って出演。北條が「これぞ!Bs魂」、平岩が「F.C.オフサイドトーク」、山下が「虎スタ」の進行を分担した。
2021年9月20日に放送された最終回では、女と男（和田ちゃん・市川くん）と最後期のナビゲーター陣（北條・福井・佐藤）が、全編にわたってスタジオに集結。当日は祝日（敬老の日）で、オリックスが埼玉西武ライオンズとのデーゲーム（京セラドーム大阪）で敗れていたにもかかわらず、「SKY」のサビを特別に合唱していた。また、平岩がオープニングに電話で出演したほか、山野が「F.C.オフサイドトーク」からスタジオへ登場した。

##### コーナーレギュラー
- 清水次郎◎（2013年 - 2015年のプロ野球シーズン中）
  - 月に1回のペースで、『虎スタ』へ出演していた。社会科教諭への転身を視野に、2016年6月中旬で朝日放送を退社。このため、『虎たま!』シリーズも2015年度のナイターオフ編成で終了した。

## コラボレーション企画
- 朝日新聞大阪本社では、2013年4月27日から2021年9月13日まで、土曜日 →　木曜日　→月曜日の関西地方向け夕刊スポーツ面に当番組と同じタイトルの記事を連載[注 14]。オリックス・バファローズ、関西地方のJリーグクラブ、今後の活躍が期待される関西出身・在住のアスリートをテーマに、当番組のパーソナリティ・スタッフと、同本社所属のスポーツ記者が対談していた[注 15]。